# 乌赫尔
乌赫尔（西班牙語：Urgel，西班牙語發音：[uɾˈxel]，加泰隆尼亞語發音：[uɾˈʒeʎ]）是西班牙加泰罗尼亚莱里达省的一个县。总面积579.73平方公里，总人口36670（2009年），人口密度63人/平方公里。行政中心位于塔雷加。
乌赫尔县辖有20个市镇。乌赫尔教区主教与法国总统共同担任安道尔亲王。